# Radoslav Rogina
Radoslav Rogina, né le 3 mars 1979 à Varaždin, est un coureur cycliste croate.

## Biographie

### Parcours amateur
Radoslav Rogina se signale dès 1999 où il parvient, malgré son statut amateur à remporter une étape du Tour de Croatie. Il est également deuxième du championnat de Croatie.
En 2000, il finit 4e de la première édition du Poreč Trophy, puis participe aux championnats du monde, à Plouay en France. Il termine 66e de la course en ligne des moins de 23 ans.
En 2001, il accroche le podium du Grand Prix Kranj après en avoir remporté une étape. Il termine une nouvelle fois second de son championnat national. Grâce à ses performances, il est à nouveau présent aux championnats du monde de 2001 à Lisbonne au Portugal, où il prend cette fois ci la 31e place de la course en ligne des moins de 23 ans.

### Parcours professionnel
Radoslav Rogina devient professionnel en 2002 dans l'équipe slovène Perutnina Ptuj. Durant sa première saison, il termine deux fois parmi les dix premiers : sur le Grand Prix de la côte étrusque, puis au Poreč Trophy. Sur le Championnat de Croatie, il échoue de peu pour la gagne, terminant 2e du contre la montre et 3e de la course en ligne.
Sa saison 2003  débute par une deuxième place sur le Poreč Trophy, puis une victoire sur le Grand Prix Istria. Il accroche par la suite un podium sur la Jadranska Magistrala. Il dispute ensuite les Paths of King Nikola, une course dont il remporte deux étapes ainsi que le classement général. Il obtient ensuite deux top 10, sur les Tours de Slovénie et d'Autriche. Il devient champion de Croatie, à la fois sur la course en ligne et le contre-la-montre. Sa fin de saison est marquée par une deuxième place sur le Tour de l'Avenir, remporté par Egoi Martínez, puis par sa première participation aux championnats du monde élite, où il finit loin des meilleurs.
En 2004, il rejoint l'équipe italienne Tenax. Il participe au seul grand tour de sa carrière à l'occasion du Tour d'Italie, qu'il termine 87e. Il doit rendre ses tuniques de champion national puisqu'il termine deuxième du contre-la-montre puis de la course en ligne. Au cours de l'année suivante, il parvient à accrocher le podium du Tour de Slovénie, à 35 secondes de Przemysław Niemiec, puis termine à nouveau deuxième du championnat de Croatie. Il quitte son équipe en cette fin d'année 2005.
Il revient chez Perutnina Ptuj en 2006. Sa première moitié de saison est bonne : victoire sur le Paths of King Nikola, puis podium lors des Grand Prix Hydraulika Mikolasek et Kooperativa. Il termine ensuite 6e du Tour de Slovénie. Malgré une fin d'année plus discrète, il est sélectionné pour participer aux mondiaux. 
En 2007, il termine 7e des Paths of King Nikola puis prend la 4e place du Tour du Loir-et-Cher et la 5e position du Szlakiem Grodów Piastowskich. En 2009, il intègre la nouvelle équipe continentale croate Loborika. Il est une deuxième fois champion de Croatie sur route en 2010.
De 2012 à 2020, il évolue au sein de l'équipe Adria Mobil, puis met un terme à sa carrière à l'issue de la saison 2020.

## Palmarès
| - 1999 - 4e étape du Tour de Croatie - 2e du championnat de Croatie sur route - 2001 - 2e étape du Grand Prix Kranj - 2e du championnat de Croatie sur route - 3e du Grand Prix Kranj - 2002 - 2e du championnat de Croatie sur route - 3e du championnat de Croatie du contre-la-montre - 2003 - Champion de Croatie sur route - Champion de Croatie du contre-la-montre - Grand Prix Istria 3 - The Paths of King Nikola : - Classement général - 1re et 3e étapes - 2e du Poreč Trophy - 2e du Tour de l'Avenir - 3e de la Jadranska Magistrala - 2004 - 2e du championnat de Croatie du contre-la-montre - 2e du championnat de Croatie sur route - 2005 - 2e du championnat de Croatie sur route - 3e du Tour de Slovénie - 2006 - The Paths of King Nikola : - Classement général - 3e étape - 3e du Grand Prix Hydraulika Mikolasek - 3e du Grand Prix Kooperativa - 2007 - Grand Prix de la Forêt-Noire - 2e étape du Tour de Serbie - Classement général du Tour de Croatie - 2e de Beograd-Čačak - 2e du Tour de Serbie - 2e du championnat de Croatie sur route - 3e de Paris-Corrèze - 2008 - 2e étape du Tour de Slovénie - 2e et 4e étapes du Tour de Serbie - 2e du Tour de Serbie - 3e de l'Istrian Spring Trophy - 3e du Rhône-Alpes Isère Tour | - 2009 - The Paths of King Nikola : - Classement général - 1re étape - Trophée international Bastianelli - 2e du championnat de Croatie sur route - 3e de l'Istrian Spring Trophy - 2010 - Champion de Croatie sur route - 3e étape de l'Istrian Spring Trophy - 2e étape du Tour du Maroc - 1re étape du Tour du lac Qinghai - 2e du Poreč Trophy - 2e du Tour du lac Qinghai - 3e de l'Istrian Spring Trophy - 3e du Tour du Maroc - 2011 - 2e du Tour de Slovénie - 3e de Banja Luka-Belgrade I - 3e du Raiffeisen Grand Prix - 2012 - 4e étape du Szlakiem Grodów Piastowskich - 2013 - Grand Prix Šenčur - Tour de Slovénie : - Classement général - 3e étape - 2e du championnat de Croatie sur route - 2e de l'Istrian Spring Trophy - 2e du Raiffeisen Grand Prix - 2e de la Semaine cycliste lombarde - 2014 - Champion de Croatie sur route - Raiffeisen Grand Prix - Sibiu Cycling Tour : - Classement général - 1re étape - 2015 - Classement général du Tour du lac Qinghai - 2016 - Champion de Croatie sur route - 2018 - 3e du Tour du lac Qinghai - 2019 - 3e du Tour du Sibiu |

### Résultats sur les grands tours

#### Tour d'Italie
1 participation
- 2004 : 87e

### Classements mondiaux
| Année                                 | 2005 | 2006 | 2007 | 2008 | 2009 | 2010 | 2011 | 2012 | 2013 | 2014 | 2015 | 2016 | 2017 | 2018 | 2019 |
| ------------------------------------- | ---- | ---- | ---- | ---- | ---- | ---- | ---- | ---- | ---- | ---- | ---- | ---- | ---- | ---- | ---- |
| Classement mondial                    |      |      |      |      |      |      |      |      |      |      |      | 383e | 710e | 303e | 323e |
| UCI Europe Tour                       | 270e | 95e  | 12e  | 84e  | 72e  | 74e  | 43e  | 219e | 7e   | 25e  | 496e | 190e | 889e | 350e | 265e |
| UCI Asia Tour                         | nc   | nc   | nc   | nc   | 27e  | 10e  | nc   | nc   | nc   | 401e | 14e  | nc   | 107e | 49e  |      |
| UCI Africa Tour                       | nc   | nc   | nc   | nc   | nc   | 56e  | nc   | nc   | nc   | nc   | nc   | nc   | nc   | nc   |      |
|                                       |      |      |      |      |      |      |      |      |      |      |      |      |      |      |      |
| Légende : nc = non classéSource : UCI |      |      |      |      |      |      |      |      |      |      |      |      |      |      |      |